# Capri Leone
Capri Leone – miejscowość i gmina we Włoszech, w regionie Sycylia, w prowincji Mesyna.
Według danych na rok 2004 gminę zamieszkiwało 3945 osób, 657,5 os./km².